# ASS Dukla Plzeň
Armádní střelecký stadion Dukla Plzeň (zkratkou ASS Dukla Plzeň) je areál vojenské střelnice v plzeňské městské části Lobzy u řeky Úslavy. Střelnice disponuje brokovou střelnicí, krytou kulovou střelnicí na 10 metrů (vzduchové zbraně), 25 metrů a 50 metrů (elektronické stavy) a různé vzdálenosti až do 300 metrů. V areálu je také pietní místo věnované zde zastřeleným Čechům během druhé světové války.
Na střelnici probíhaly střelecké soutěže Letní olympiády dětí a mládeže 2015. Pravidelně se zde také konají mistrovství republiky, České poháry a další významné i mezinárodní soutěže (GP Pilsen, HOPES nebo GP Liberation).
Střelnice je sportovištěm SSK Dukla Plzeň (centrum vrcholového sportu MO ČR, ASC Dukla) a SSK Olymp Plzeň (centrum vrcholového sportu MV ČR).

## Galerie

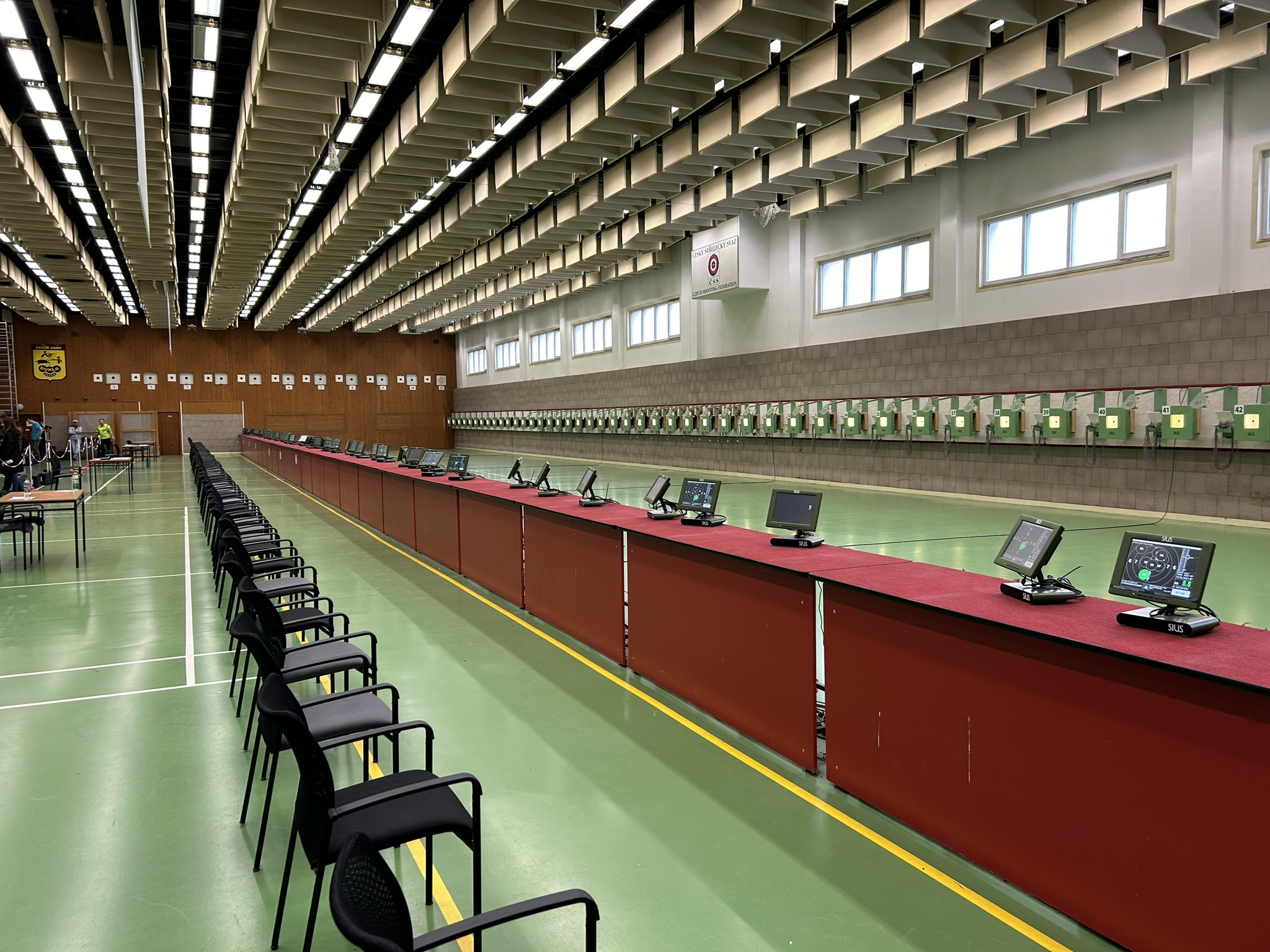
Vzduchovková hala s 50 stavy
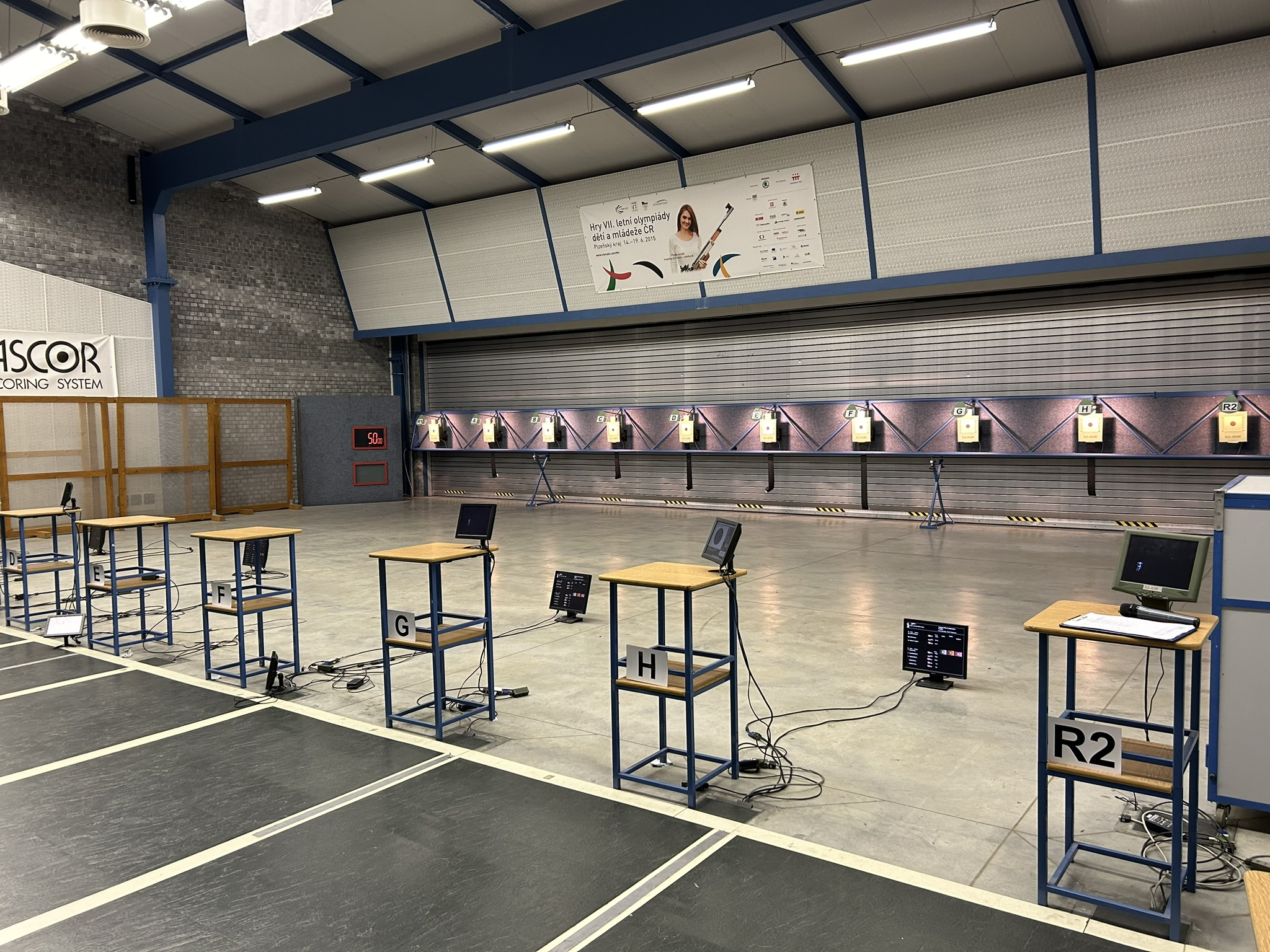
Finálová hala při vzduchovkovém uspořádání